# هرمان هانسن
هرمان هانسن (31 أكتوبر 1912 - 28 يونيو 1944) هو لاعب كرة يد ألماني. شارك في الألعاب الأولمبية الصيفية 1936.

## وصلات خارجية
- هرمان هانسن على موقع أوليمبيديا (الإنجليزية)